# Gisela Schönfeld
Gisela Schönfeld (* 1956) ist eine deutsche Rettungsschwimmerin.
Die in Magdeburg wirkende promovierte Medizinerin wurde im Februar 2006 Weltmeisterin mit der 4-mal-50-Meter-Staffel im Hindernisschwimmen und mit der 4-mal-50-Meter-Puppenrettungsstaffel jeweils gemeinsam mit Marion Hannebohm, Berit Reichel und Susanne Gierlich. Bei den Weltmeisterschaften 2008 erreichte sie einen zweiten Platz.
Im November 2012 gewann sie bei den Rettungsschwimmer-Weltmeisterschaften in Australien mit der 4-mal-50-Meter-Staffel im Hindernisschwimmen gemeinsam mit Marion Hannebohm, Heike Zembrod und Angela Franke Gold und in der 4-mal-50 Meter-Rettungsstaffel Silber. In 50-Meter-Puppenrettung erreichte sie in ihrer Altersklasse Bronze.
Im Jahr 2006 durfte sich Schönfeld in Anerkennung ihres sportlichen Erfolgs bei der Weltmeisterschaft 2006 in das Goldene Buch der Stadt Magdeburg eintragen.